# Montenegro en los Juegos Europeos de Bakú 2015
Montenegro participó en los Juegos Europeos de Bakú 2015 con una delegación de 55 deportistas. Responsable del equipo nacional fue el Comité Olímpico Montenegrino, así como las federaciones deportivas nacionales de cada deporte con participación.

## Medallistas
El equipo de Montenegro obtuvo las siguientes medallas:
| Nombre         | Deporte | Competición     |
| -------------- | ------- | --------------- |
| Oro            |         |                 |
| —              |         |                 |
| Plata          |         |                 |
| —              |         |                 |
| Bronce         |         |                 |
| Marina Raković | Karate  | Kumite –68 kg F |